# Frümsen
Frümsen ist eine Ortschaft in der Gemeinde Sennwald im Kanton St. Gallen in der Schweiz. Sie liegt am südöstlichen Fuss des Alpsteins. In Frümsen befindet sich das Rathaus mit der Verwaltung der politischen Gemeinde Sennwald. Am Waldrand oberhalb des Ortes ist die Talstation der Staubernbahn, einer Luftseilbahn, die hinauf zum 1751 m ü. M. gelegenen Stauberngrat führt und Ausgangspunkt für Wanderungen im östlichen Alpstein ist.

## Geschichte

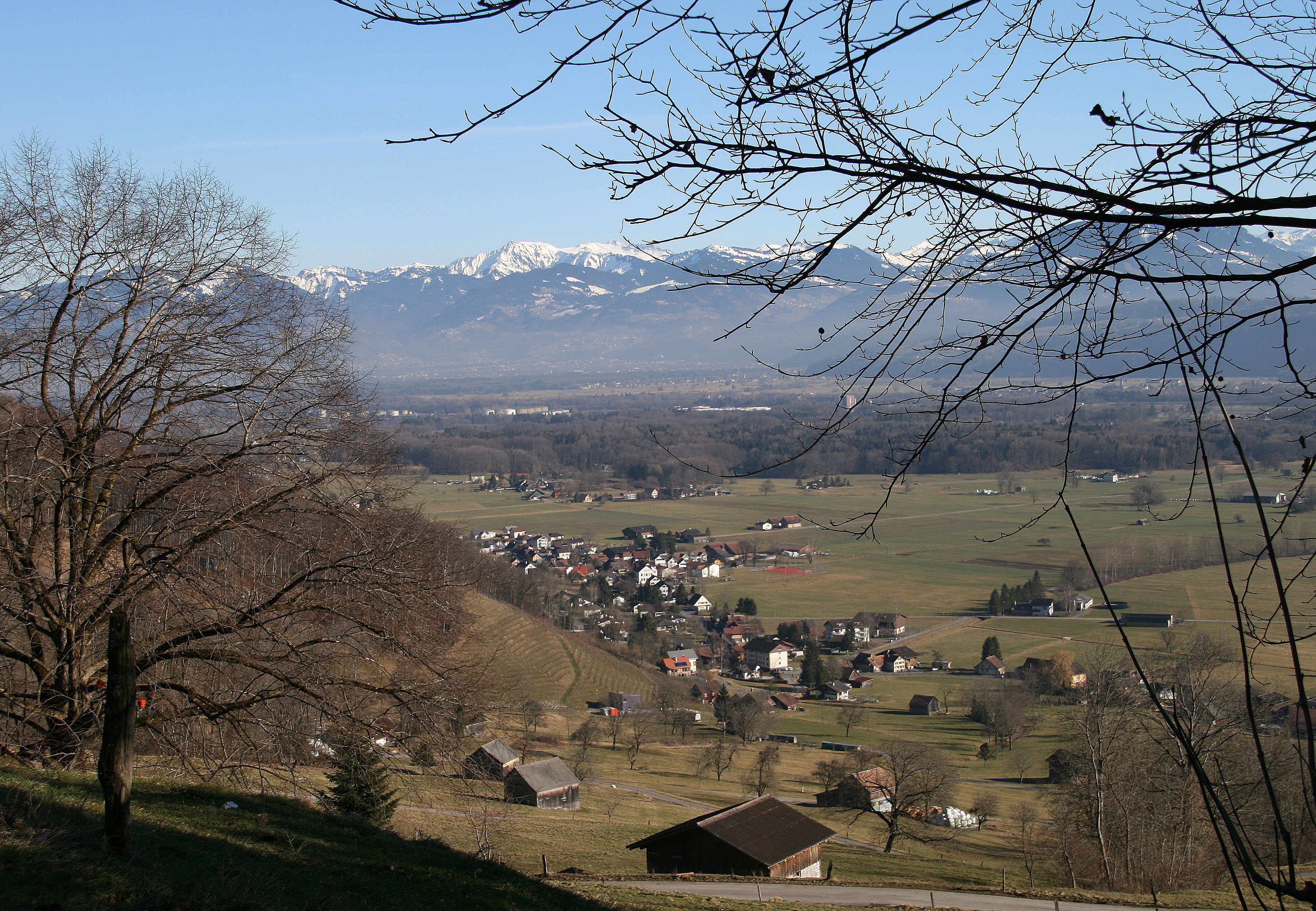
Blick auf Frümsen im Rheintal, im Hintergrund der Hohe Freschen im Bregenzerwald

Das im Frühmittelalter von den Rätoromanen besiedelte Gebiet war ab 1193 im Besitz der Freiherren von Sax. Frümsen gehörte 1517 zur Herrschaft Sax-Forstegg und 1615 bis 1798 zur gleichnamigen Landvogtei der Stadt Zürich. Die Bevölkerung lebte vor 1800 von Vieh-, Schaf- und Pferdezucht.

## Verkehr
Frümsen liegt an der Landstrasse zwischen Sennwald und Gams. Im öffentlichen Verkehr wird es von der Linie Bendern–Gams–Sennwald des Bus Sarganserland Werdenberg’ im Stundentakt erschlossen.

## Bilder

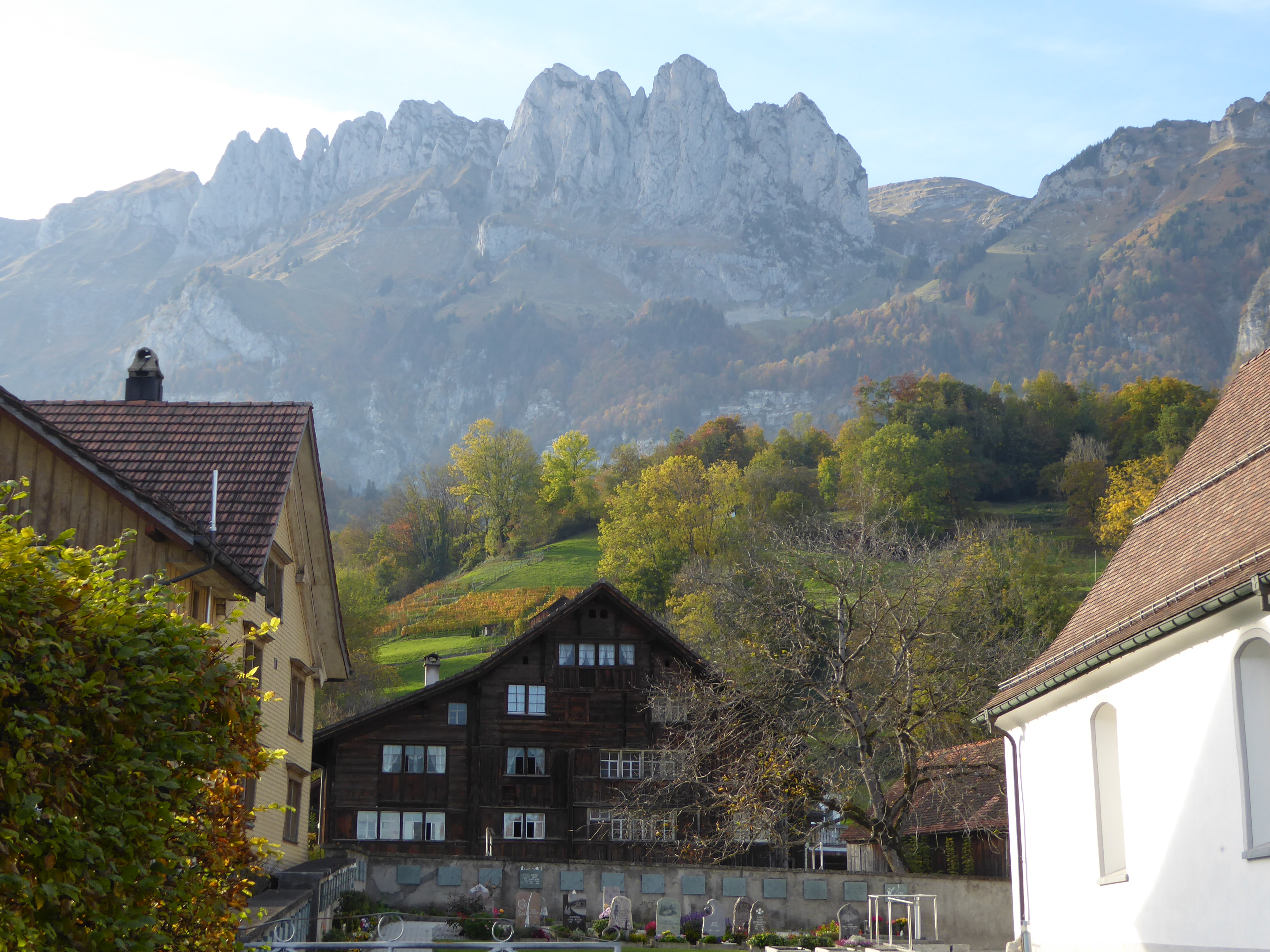
Kirchplatz, im Hintergrund Kreuzberge
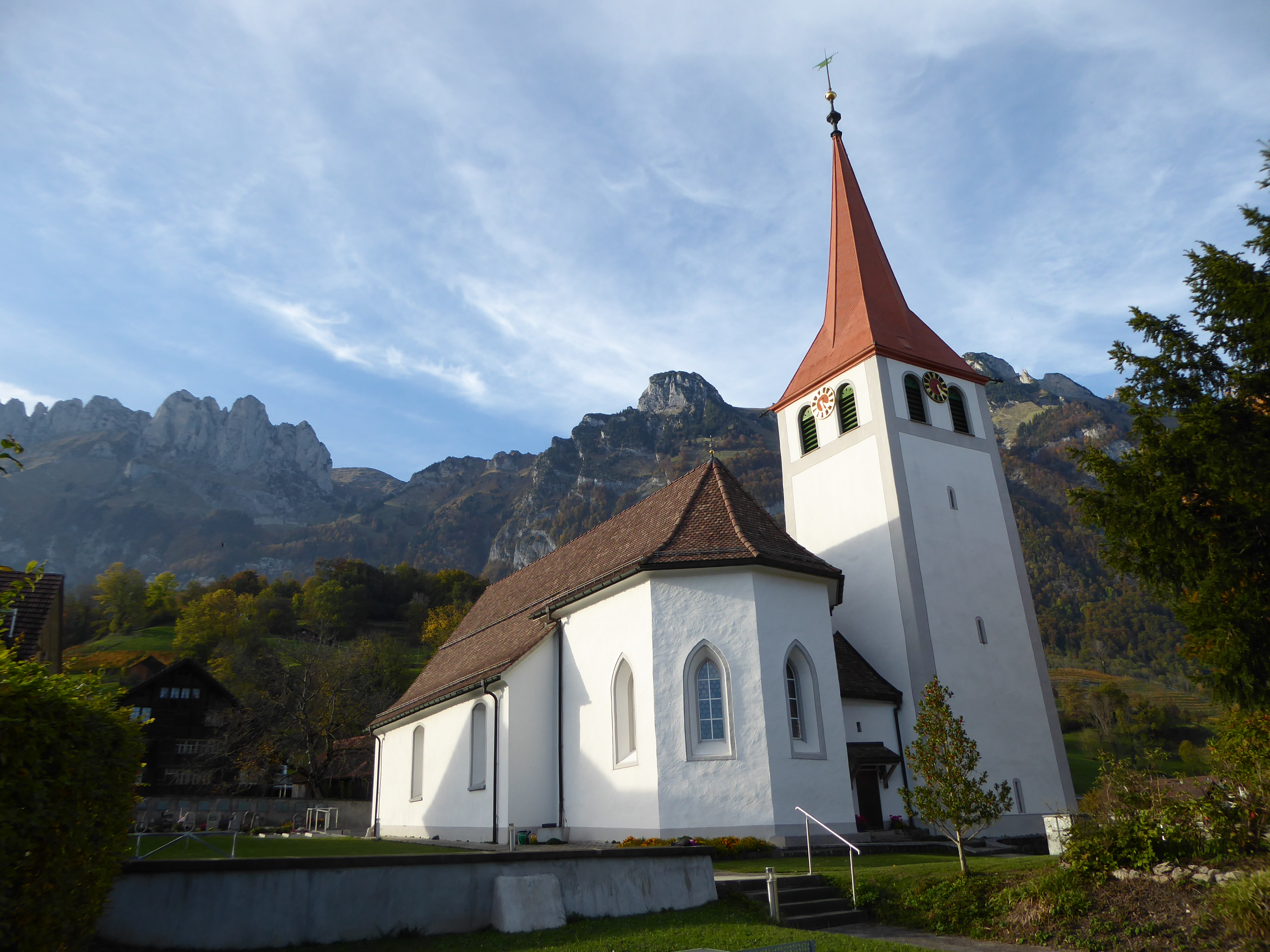
Kirche Frümsen, im Hintergrund Kreuzberge und Saxerlücke
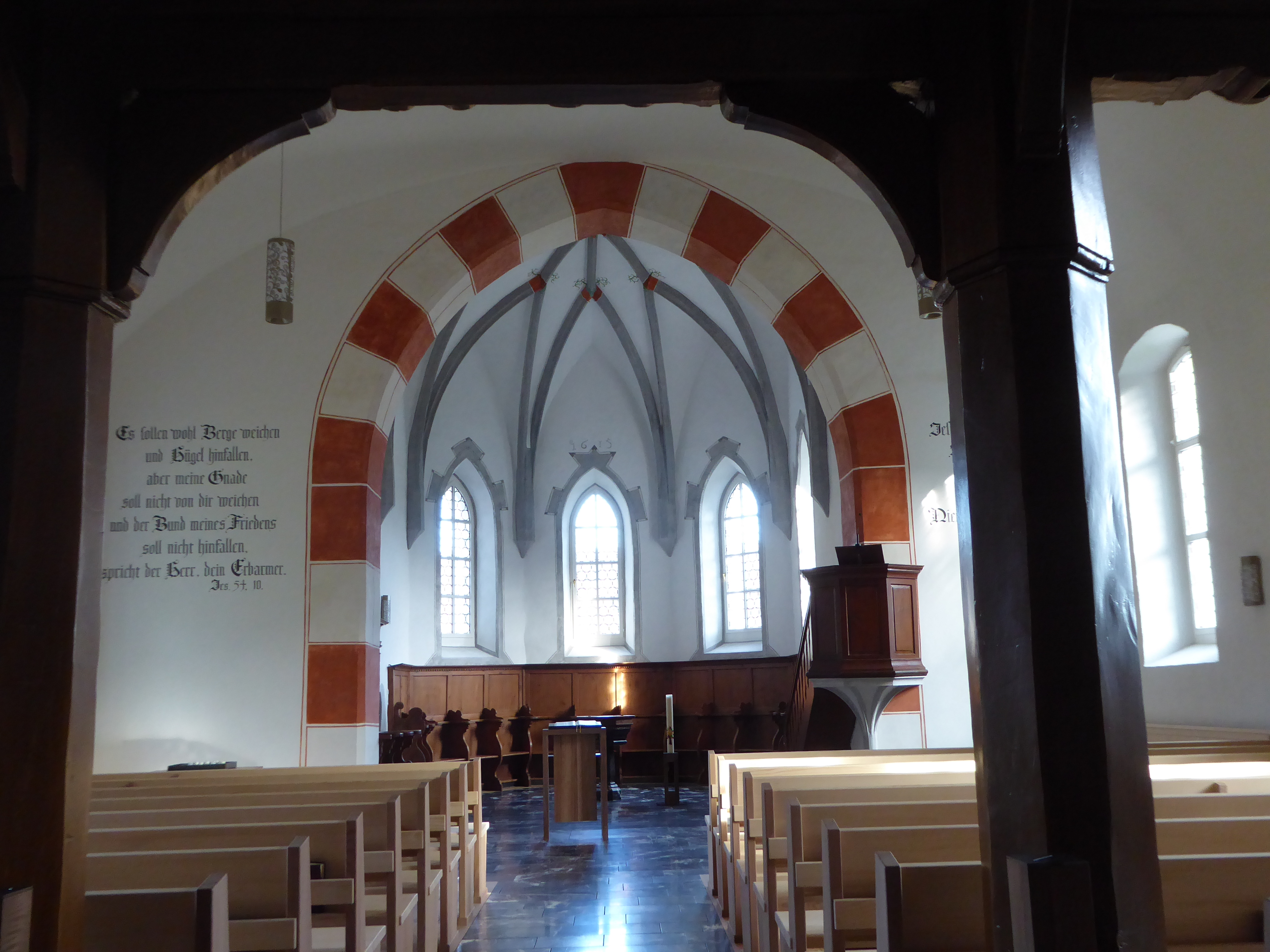
Chor der Kirche Frümsen
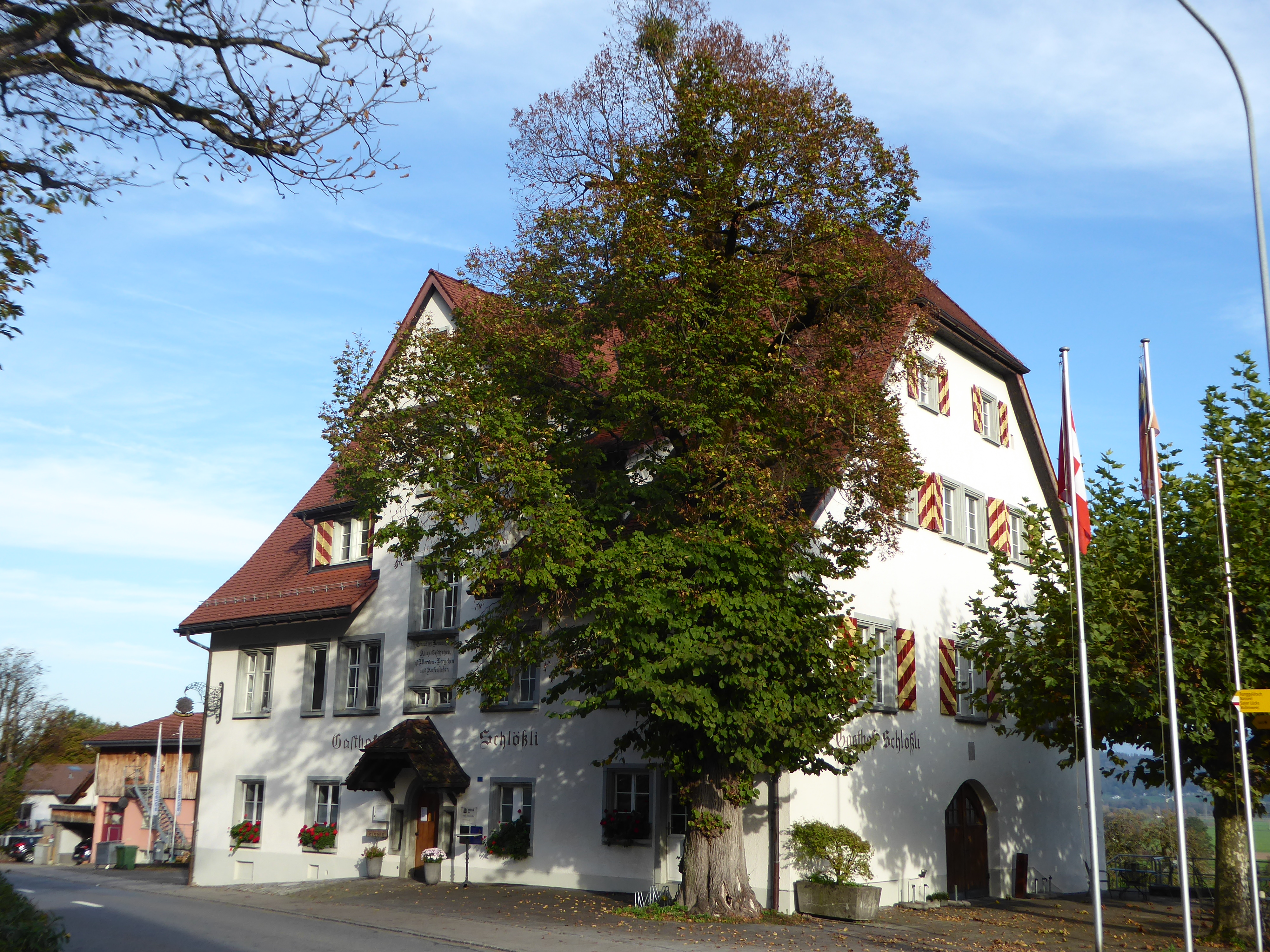
Gasthof Schlössli